# Khazalabad
Khazalabad (em persa: خزعل اباد, também romanizada como Khaz‘alābād; também conhecida como Bahmanbār) é uma aldeia do distrito rural de Minubar, no condado de Abadan, na província de Khuzistão, Irã.
Segundo o censo de 2006, sua população era de 612 habitantes, em 128 famílias.